# Patrik Gerrbrand
Patrik Gerrbrand, även kallad "Totte", född 27 april 1981, är en svensk före detta svensk fotbollsspelare. 
Gerrbrand började spela fotboll i Älvsjö AIK. 1995 gick han som 13-åring över till Hammarby. I maj 2000 flyttades han upp till A-laget och i augusti 2000 debuterade han borta mot IF Elfsborg i Allsvenskan. Sommaren 2005 lämnade han Hammarby och skrev på för tre säsonger med Leicester City, men det blev bara en enda. Sommaren 2006 värvades han av Fredrikstad FK där han snabbt blev ordinarie i försvaret. Efter tre säsonger i Norge valde han att flytta hem till Stockholm och återvända till Hammarby. Efter att ha spelat i Nacka FF 2012, kommer han under säsongen testa på tränarrollen i Nacka FF, där han blir spelande tränare. 